# Guerra de Tecumseh

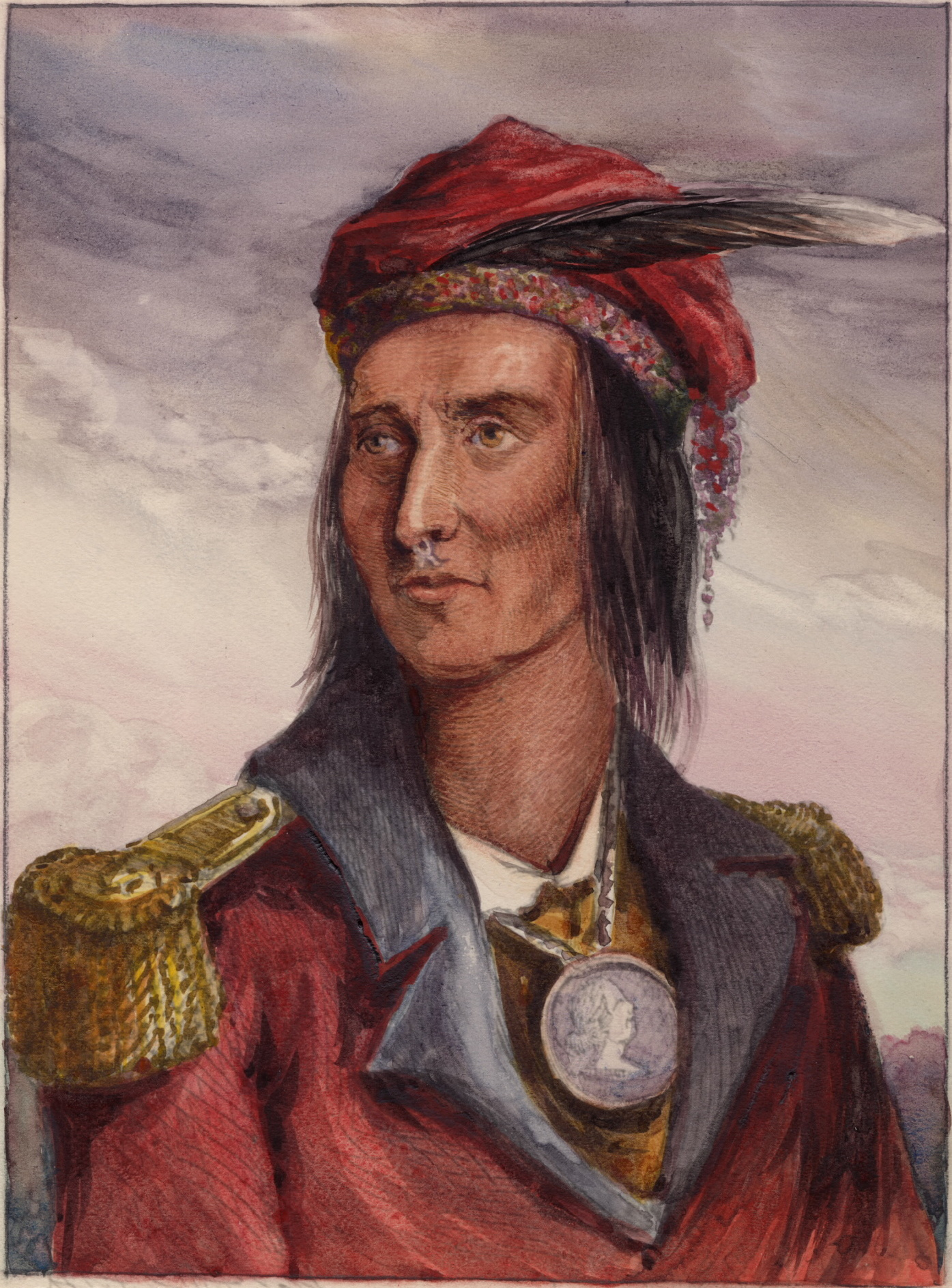
Tecumseh em criação de Benson Lossing de 1848 baseado em um desenho de 1808.

A Guerra de Tecumseh ou Rebelião de Tecumseh são termos usados para nomear o conflito armado ocorrido no noroeste dos Estados Unidos da América entre o governo americano e a confederação indígena liderada pelo líder Shawnee, Tecumseh. Em geral, se considera o término da guerra com a vitória de William Henry Harrison na Batalha de Tippecanoe em 1811. Mas a verdade é que a mesma continuou durante a Guerra de 1812.[carece de fontes?]

## Líderes nativos do conflito anterior
Os dois principais oponentes do conflito, Tecumseh e William Henry Harrison, haviam se enfrentado antes na Batalha de Fallen Timbers em 1794, quando ainda não eram notórios. Tecumseh não quis assinar o Tratado de Greenville que deu um fim ao então conflito dos índios com os americanos pelo território do atual Ohio. Muitos líderes índios, porém, assinaram o documento e durante os dez anos seguintes a resistência contra os colonizadores se desarticularia, embora continuasse.
Após o tratado, a maior parte dos Shawnees ficou no povoado de Wapakoneta ao lado do Rio Auglaize, sob a chefia de Black Hoof (Mocassim Preto), um velho cacique que assinara o documento. Tartaruga Pequena, da tribo dos Miami e que também participara do conflito e assinara o tratado, ficou em sua aldeia no Rio Eel (Indiana). Tanto Black Hoof como Tartaruga Pequena procuraram se adaptar à cultura dos brancos e se acomodaram frente ao domínio dos americanos.

## Ressurgência religiosa indígena
Em maio de 1805 o chefe Lenape Buckongahelas, um dos mais importantes líderes nativos da região, morreu de doença incerta, talvez uma gripe. Muitos acreditaram que o chefe fora vítima de bruxaria, que teria sido feita por feiticeiras Lenape. Esse fato desencadeou uma ressurgência religiosa entre os índios e começou uma caça às bruxas. Em 1805 foi escolhido como líder o irmão de Tecumseh chamado Tenskwatawa, "o profeta". Ele rapidamente se tornou uma ameaça aos antigos chefes. Tenskwatawa insuflou os índios a rejeitarem o modo de vida dos brancos e a resistirem à cessão de terras aos colonizadores. Índios inclinados à cooperação com os brancos foram ameaçados de bruxaria e alguns foram executados pelos seguidores de Tenskwatawa. Black Hoof também foi perseguido por suas relações amigáveis com os americanos.
Em 1808 a tensão entre os brancos e os Wapakoneta Shawnees cresceu. Tenskwatawa e Tecumseh então foram ao noroeste e fundaram o povoado de Prophetstown, próximo da confluência dos Rio Wabash e o Rio Tippecanoe. Tartaruga Pequena disse aos irmãos Shawnee que eles não eram bem-vindos, mas foi ignorado. Tenskwatawa havia conseguido atrair muitos seguidores entre os nativos da região, incluindo além dos Shawnee, os Iroqueses canadenses, o povo Chickamauga, os Fox, os Miami, Mingos, Ojibways, Ottawas, Kickapoo, Lenape, Mascouten, Potawatomi, Sauk e Wyandot. Tecumseh deveria naturalmente emergir como o lider dessa confederação, mas a mesma se alicerçou no apelo religioso do seu irmão mais jovem.

## Alianças nativas

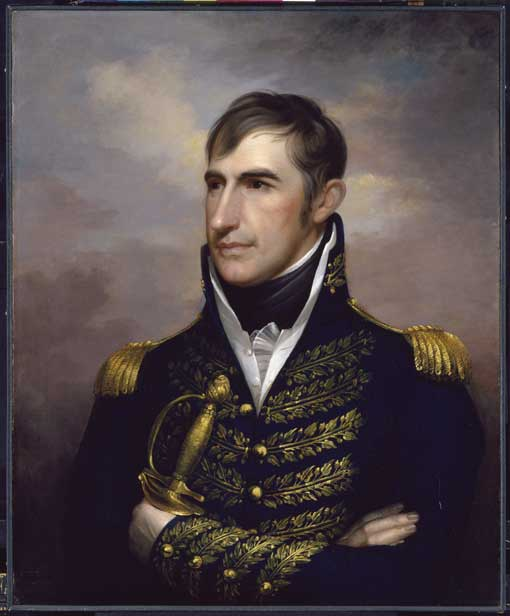
William Henry Harrison numa pintura de Rembrandt Peale de 1814.

Em 1800 William Henry Harrison tinha se tornado governador do novo Território de Indiana, cuja capital era Vincennes. Harrison incentivou a colonização do estado pelos brancos e negociou numerosos tratados de cessão de terras com os índios, culminando com o Tratado de Forte Wayne em 30 de setembro de 1809, no qual Tartaruga Pequena e outros líderes venderam cerca de 12 000 km² ao governo americano.
Tecumseh se tornaria um proeminente líder politico para seu povo durante as negociações do Tratado de Forte Wayne. Tecumseh reviveu as ideias defendidas anos antes pelo líder Shawnee Casaco Azul e o Mohawk Joseph Brant, que defendiam que apenas a concordância da totalidade das tribos é que autorizaria a venda das terras. Tecumseh ainda não estava pronto para um confronto direto contra o governo americano e preferiu fustigar os líderes signatários, ameaçando-os de morte. Tecumseh começou a percorrer a região e pedindo aos guerreiros que abandonassem os chefes cooperativos e se juntassem a ele na resistência sediada na cidade de Prophetstown. Ele dizia que o Tratado do Forte Wayne não tinha legitimidade e pediu a Harrison para anulá-lo, avisando aos colonos para não vender as terras do tratado.
Em agosto de 1811, Tecumseh encontrou-se com Harrison em Vincennes e lhe assegurou que queria a paz com os americanos. Tecumseh então foi ao sul para recrutar aliados das "Cinco tribos civilizadas". A maior parte das nações do sudeste rejeitaram seus apelos, mas uma facção Creek, conhecida como Red Sticks, atendeu o chamado às armas e lutou no episódio conhecido como Guerra Creek, igualmente parte da Guerra de 1812.

## Expedição para Tippecanoe

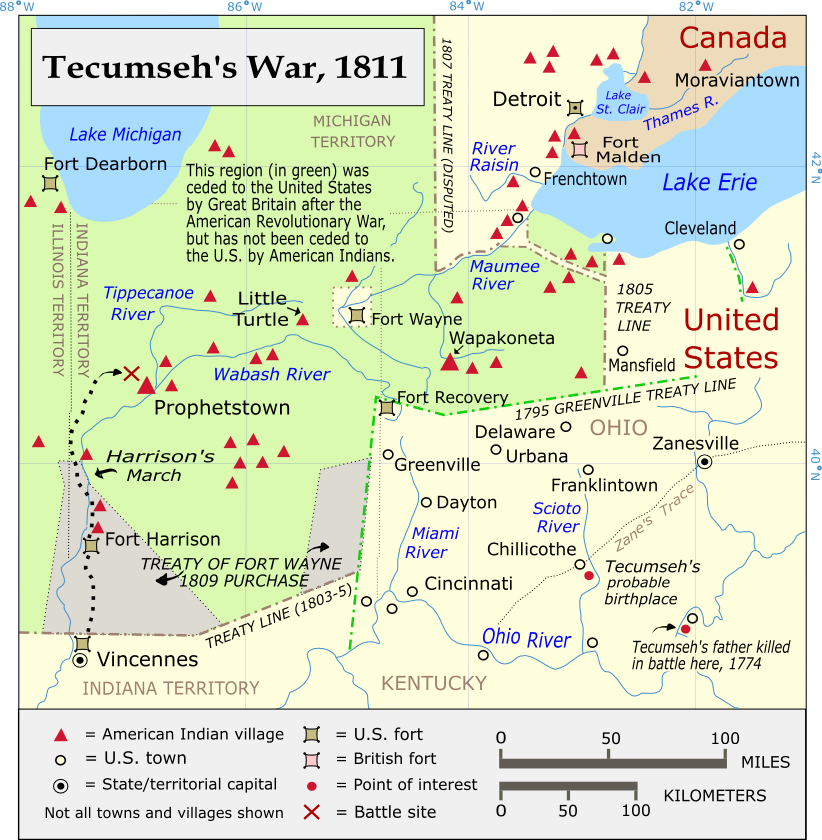
Mapeamento do conflito

Enquanto Tecumseh estava no sul, o governador Harrison marchou para o alto do Rio Wabash vindo de Vincennes com mais de mil homens numa expedição intimidatória ao Profeta e seus seguidores nativos. Ele construiu o Forte Harrison (próximo da atual Terre Haute) durante o caminho. No Forte, Harrison recebeu ordens do Secretário da Guerra William Eustis que o autorizava a usar a força, se necessária, para dispersar os índios de Prophetstown. Em 6 de novembro de 1811, as tropas de Harrison chegaram aos limites de Prophetstown e Tenskwatawa concordou em se encontrar com o governador para um conferência no dia seguinte.
Tenskwatawa, desconfiando de Harrison, decidiu arriscar e enviou seus guerreiros (cerca de 500) para um ataque preventivo contra o acampamento americano. Antes do amanhecer do dia, os índios atacaram mas seus oponentes resistiram. No fim da batalha os índios fugiram e os soldados queimaram a cidade e voltaram para Vincennes.

## Consequências
Harrison (e muitos historiadores) bradaram que a Batalha de Tippecanoe fora um golpe de morte na confederação de Tecumseh. Harrison, que recebeu o apelido de "Tippecanoe", conseguiria se tornar presidente dos Estados Unidos muito em função da memória dessa vitória militar.
Tenskwatawa perdeu prestígio e a confiança do seu irmão após a derrota. Mas Tecumseh começou secretamente a reconstruir a aliança nativa. Ele se aliou aos britânicos no Canadá. Os canadenses saúdam a memória de Tecumseh como um defensor do país, graças a seus feitos na Guerra de 1812, que no fim lhe custaria a vida.